# Ruch Ludowy przeciw UE
Ruch Ludowy przeciw UE (duń. Folkebevægelsen mod EU, N) – duńskie lewicowe stowarzyszenie polityczne, sprzeciwiające się członkostwu w Unii Europejskiej.
Ugrupowanie powstało w 1972 jako platforma środowisk nawołujących do głosowania na „nie” w referendum akcesyjnym. Członkostwo w ruchu może mieć charakter kolektywny lub prywatny. Powstało około 100 lokalnych oddziałów zrzeszających indywidualne osoby. Organizacja opowiedziała się za wystąpieniem z UE i powrotem do struktur Europejskiego Stowarzyszenia Wolnego Handlu. Deklaruje poparcie dla ustroju demokratycznego, zrównoważonego rozwoju, wzrostu znaczenia ONZ czy Rady Europy.
Ruch Ludowy przeciw UE nie przekształcił się w partię polityczną, nie bierze udziału w wyborach krajowych i samorządowych. Od 1979 do 2019 był reprezentowany w Parlamencie Europejskim. W eurowyborach m.in. współtworzył koalicję z Ruchem Czerwcowym. Do 2002 posłowie stowarzyszenia zasiadali w Grupie na rzecz Europy Demokracji i Różnorodności, następnie ich reprezentant przeszedł do frakcji eurokomunistycznej.